# Пуртоян, Армен Юрьевич
Арме́н Ю́рьевич Пуртоя́н (арм. Արմեն Պուրտոյան; род. 29 сентября 1970, Ереван) — депутат парламента Армении.

## Биография
- 1987—1993 — Армянский государственный институт физической культуры. Учитель физкультуры.
- 1987—1989 — победитель молодёжного чемпионата СССР, первенств мира и Европы[уточнить] по вольной борьбе. Мастер спорта СССР международного класса.
- 1988 — служил в Советской армии.
- 1994—2003 — заместитель директора Ереванского производственного кооператива «Аракс».
- 1997—2003 — директор Ереванского производственного кооператива «Аракс».
- 2003—2007 — депутат парламента Армении. Член постоянной комиссии по социальным вопросам, по вопросам здравоохранению и охраны природы. Член партии «РПА».
- 12 мая 2007 — избран депутатом парламента. Член постоянной комиссии по социальным вопросам, по вопросам здравоохранения и охраны природы. Член партии «РПА».